# Zdeněk Zahradník
Zdeněk Zahradník (* 3. června 1936 Lomnice nad Popelkou) je český hudební skladatel, hudební režisér, dramaturg a pedagog.

## Život
V letech 1954–1958 studoval skladbu na HAMU u Václava Dobiáše, poté vyučoval na pražské konzervatoři. Od roku 1966 byl hudebním režisérem a dramaturgem vydavatelství Supraphon. Jako hudební režisér je dlouholetým spolupracovníkem Symfonického orchestru hlavního města Prahy FOK a podílel se též na nahrávkách České filharmonie.
Je autorem komorních, symfonických a vokálních skladeb. Vedle tradičních postupů (zpočátku komponoval v duchu romantismu) ve své hudbě užívá také prvky neoklasicismu a dodekafonie, část jeho díla je ovlivněna hudbou Orientu.
Dlouhodobě spolupracuje s Lyrou pragensis, pro jejíž pořady napsal řadu melodramatických, vokálních a komorních skladeb. Od roku 2009 je předsedou Společnosti českých skladatelů při Asociaci hudebních umělců a vědců (AHUV).
Jeho bratrem byl český entomolog Jiří Zahradník.